# الأمير (كتاب)
كتاب الأمير (بالإيطالية: Il Principe) رسالة بحثية في الفقه السياسي أعدها نيكولو مكيافيلي سنة 1513 أثناء تواجده في قرية سانتاندريا بركوسينا مـُـبـْعـَداً إثر عودة عائلة ميديشي (1512) لاتهامه بالمشاركة في مؤامرة بيير باولو بوسكولي ضد الميديشيين. أهدى مكيافيلي هذا العمل إلى لورينزو الثاني دي ميديشي ابن بييرو الثاني دي ميديشي على أمل استعادة منصب أمين الجمهورية، وتم نشره سنة 1532 بعد وفاته. وهو بلا شك أكثر أعماله شهرة، واستحدث منه اسم «المكيافيلية» وصفة «المكيافيلي».
جاء أول ذِكرِ لهذا العمل في الرسالة إلى فرانشيسكو فيتوري المؤرخة في 10 ديسمبر 1513، بعث بتلك الرسالة إلى صديقه فرانشيسكو فيتوري رداً على رسالةٍ من هذا الأخير رَوَى فيها حياته في روما وطلب أنباءً عن الحياة التي أدت بمكيافيلي إلى سانتاندريا. رد الأخير راوياً له الجوانب الخشنة في حياة الريف وتحدث أيضاً عن دراساته، موضحاً بأنه ألـّف «كتيباً» بعنوان الأمير (De principatibus)
وهو عمل لا يـُنسب إلى نوعِ معين لأنه لا يملك خصائص البحث العلمي الفعلي والحقيقي. فافتـُرضـَت طبيعة كتيب يأخذ الطابع الإعلامي التوعوي. أُلـّـف العمل ككل في النصف الثاني من سنة 1513 في ألبرغاتشو باستثناء الإهداء للورينزو دي ميديشي والفصل الأخير اللذان أُلـّـفا بعد سنوات قليلة. صدرت الطبعة الأولى سنة 1532. الأمير يتكون من إهداء وستة والعشرين فصلاً مختلفة الأحجام، ويحوي الفصل الأخير التماساً لآل ميديشي لقبول الموقف الذي أعرب عنه في النص.
وقد أصبح هذا الكتاب الصغير منذ ظهروه في القرن السادس عشر مثار جدال
كبير. كما أصبح مادة ضرورية لدراسة علم السياسة في عصر النهضة وعلى الرغم من
كل ذلك استمر الجدال الحاد، والخلاف الكبير حول الكتاب. وهو على الرغم من
اشتماله على عدد كبير من المبادئ والمفاهيم السياسية الناضجة التي اعتنقها مكيافيللي،
إلا أنه لا يشمل كل آرائه السياسية.
ومنذ ظهور الكتاب في طبعاته الأولى والخلاف يدور حول ما فيه من مضامين
أخلاقية. وقد تطور هذا الخلاف إلى ما هو أبعد من مجرد تناول أغراضه العلمية
وعلاقته بالمستقبل السياسي لعائلة مديشي. وقد اعتبره علماء الأخلاق وخاصة في
بريطانيا وفرنسا كتابًا مناسبًا فقط للطغاة الأشرار

## أبواب الكتاب
يبرر مكيافيلي قيام الأمير بأي عمل لتحقيق هدف تقوية الدولة والحفاظ عليها، حتى لو كان مخالفاً للقوانين والأخلاق («في الأمور ينبغي النظر للغاية وليس للوسيلة،» كتبها برسالته إلى بيير سوديريني المعروفة باسم غيريبيتسي (Ghiribizzi) ومنها يـُنـْسـَب خـَطـَـأً إلى مكيافيلي القول المأثور «الغاية تبرر الوسيلة»)، ولكن هذا السلوك يُـتـّبع لتحقيق نجاة الدولة ليس إلاّ، وإن لزم الأمر يجب أن يأتي قبل قناعات الأمير الأخلاقية الشخصية، ليس لكونه السيد وإنما خادمَ الدولة.

## تناقض الأمير وفكر مكيافيلي
ثم يـُنـَظـّر مكيافيلي في الأمير كم هي مثالية الإمارة المطلقة، رغم أنه قد تشكل في المدرسة الجمهورية ولطالما آمن بالقيم الجمهورية؛ كانت الجمهورية الرومانية هي نموذجه، والتي أشاد مكيافيلي بها في أحاديث حول عقد تيتوس ليفيوس الأول، بمشاركة الشعب المباشرة.
يؤيد النقاد النهضويون الرأي القائل بأن الأمير كان نوعاً من كتيب الإرشادات لفظاعات الطغيان.
النقاش حول هذه القضية لا يزال مفتوحاً، ومن بين الافتراضات يوجد أيضا الانتهازية: أراد مكيافيلي استعادة مكانة سياسية ذات صلة ولذلك كان على استعداد لقبول بُـعد النظام الملكي، أو أن أميره يشكل نموذجاً عالمياً لرأس الدولة، أيا كان النظام سواء ملكي أو جمهوري.
نـَظـّر النقد الحديث مؤخراً إلى أن الرغبة في كتابة الأمير ومن ثم الحديث عن الملكية قد أثاره تفاقم الوضع في إيطاليا. في الواقع إن إيطاليا شهدت في نهاية القرن الخامس عشر وبداية القرن السادس عشر فترة من الصراعات الداخلية المستمرة. فأراد مكيافيلي من خلال بحثه أن يـُنـَبـّه الإمارات الإيطالية لتولي زمام البلاد الغارقة بالحروب المتواصلة، معتقداً أن السبيل الوحيد لاستعادة القيمة في ذلك الوقت بالتحديد كان حكومة ملكية. وهذا هو السبب الذي أثار العديد الانتقادات وأكثرها مـُضلـِّـلـَة.

## الخصائص والأفكار الرئيسية
لا تزال صفات الأمير المثالي كما يراها مكيافيلي تـُذكر في النصوص التي تـُعنى بالقيادة:
- الاستعداد لتقليد سلوك الرجال العظماء المعاصرين أو السابقين، على سبيل المثال أولئك في روما القديمة؛
- القدرة على إظهار الحاجة إلى وجود حكومة من أجل رفاه الشعب، وعلى سبيل المثال. أوضح النتائج المترتبة عن حكومة الدهماء؛
- القيادة في فن الحرب - من أجل بقاء الدولة؛
- القدرة على إدراك أن القوة والعنف قد يكونان جوهريان للحفاظ على الاستقرار والسلطة؛
- الحصافة؛
- الحكمة في التماس المشورة فقط عند الضرورة؛
- القدرة على أن يكون «متصنعاً وكتوماً»؛
- السيطرة الكاملة على القدر من خلال الفضيلة (استخدم الاستعارة بتشبيه القدر بالنهر المحدود بين هوامش الفضيلة)؛
- القدرة على أن يكون الأسد والثعلب والقنطور (الأسد قوة - الثعلب مكر - القنطور مقدرة على استخدام قوة الحيوانات وعقل البشر)؛

و قبل كل شيء على الأمير المثالي أن يـُـوجـِـد الدولة ويحافـِظ عليها...

## الطبيعة البشرية والعلاقة مع القدماء
يرى مكيافيلي أن الطبيعة البشرية شريرة وتـُقدم بعض العوامل الثابتة وهي العاطفة والفضيلة والقدر. يـُظهر الاستخدام المتكرر للفضيلة المثالية من التاريخ القديم ومن تجربته بالسياسة الحديثة أنه ليس ثمة انقسام واضح بين العالمين القديم والحديث في تحليله التاريخي؛ هكذا يستخلص مكيافيلي قوانين عامة من درس التاريخ، ولكنها لا تـُفهم كقاعدة معصومة صالحة في كل مقام ووضع، إنما ميول بسيطة تـُوجـّـه أفعال الأمير الذي يتوجب عليه دائماً التعامل مع الاحتكاك بالواقع. لا توجد أي تجربة خانها الماضي لا يمكن تكذيبها من خلال تجربة جديدة حاضرة؛ يـُفـَسـّر افتقار العلمية عدم خضوع مكيافيلي لسلطة القدماء: تبجيله ولكن ليس الامتثال له، واستخدم الأمثلة التاريخية للحـُجـّة ليست العلمية بل الخطابية.

## الحرب والسلام
السلام يقوم على الحرب تماماً كالصداقة القائمة على المساواة، وبالتالي المساواة الوحيدة المطروحة على الساحة الدولية هي القوى الحربية المتساوية للدول. قوة البقاء لأي دولة (ديمقراطية أو جمهورية أو أرستقراطية) مرتبطة بقوة الجيش وسلطته، وبالتالي يجب الاحتفاظ بالاحتكار المشروع للعنف، وذلك لضمان الأمن الداخلي والحيلولة دون الحرب الخارجية. (في إشارة إلى رسالة المقترحة إلى مجلس فلورنسا الأكبر (1503)، أمل بها مكيافيلي إقناع مجلس الشيوخ الفلورنسي فرض ضريبة جديدة لتقوية الجيش، وهو أمر ضروري لبقاء جمهورية فلورنسا).

## العلاقة بين الفضيلة والقدر ومفهومهما الجديد
يتغير معنى كلمة الفضيلة لدى مكيافيلي، الفضيلة هي مجموعة الخبرات التي يحتاجها الأمير للتعامل مع القدر، أي الأحداث الخارجية. وبالتالي الفضيلة هي خليط من الطاقة والذكاء، فعلى الأمير أن يكون ذكياً وكذلك كفؤاً وحيوياً.فضيلة الفرد والفرصة أي القدر يشتركان بالتبادل: تبقى مهارات السياسي مـُـعـَطـّلـَة إن لم يجد فرصة الملائمة للإفصاح عنها، وبالعكس تبقى الفرصة مـُـعـَطـّلـَةً لو أن السياسي الخـَلـُوق لم يـُـجـِد استغلالها. غالباً ما تتمثل الفرصة بوضع سلبي بحاجة إلى مـُحفـّز لفضيلة استثنائية. كتب مكيافيلي في الفصلين السادس والسادس والعشرين أنه كان من الضروري استعباد اليهود في مصر القديمة، واكتساح الأثينيين لأتيكا، وإخضاع الفرس للميديين لانهم كانوا يستطيعون اللجوء إلى فضيلة زعماء عظام كموسى، أو ثيسيوس أو قوروش. يكمن أن تتكيف الفضيلة البشرية مع القدر من خلال القدرة على التنبؤ، والحسابات الدقيقة. في لحظات الهدوء لا بد أن يتوقع السياسي الماهر المستقبل معكوساً، ويتخذ ما يلزم تماماً كما يتم في بناء هوامش الأنهار لاحتواءها بالكامل.

## مفهوم الدين في خدمة السياسة والعلاقة مع الكنيسة
صوّر مكيافيلي الدين بأنه «أداة ملكية»، أي وسيلة يمكن بها السيطرة على الشعب وتوحيده باسم العقيدة الوحيدة. فالدين في نظر مكيافيلي هو دين للدولة التي يجب أن تستغله لأغراض سياسية بحتة واعتبارية، وأداة يفرضها الأمير للحصول على موافقة الشعب العامة التي يؤمن الأمين الفلورنسي بأنها أساسية من أجل الوحدة ولبـُـعد رؤية الإمارة نفسها.
كان الدين في روما القديمة الذي وحـّدت جميع آلهة البانثيون الرومي مصدر قوة ووحدة للجمهورية وللإمبراطورية في وقت لاحق، وعلى هذا المثال يركز مكيافيللي حديثه عن الدين، منتقداً بشدة الدين المسيحي والكنيسة التي على حد قوله كانت لعدة قرون سبب عدم قيام الوحدة الوطنية الإيطالية.
يفتح مكيافيلي الباب إلى اللا اكليروسية والنفور من الكنيسة، الأمر الواضح دون التباس في عدة نقاط من الكتاب، كما في انتقاده لجيرولامو سافونارولا.
وو جاى في العراق

## ردود الفعل
لطالماً استـُشـِنعت أفكار مكيافيلي ومصطلح «المكيافيلية»، يرجع ذلك أساساً لعدم فهم طريقته. بيد أن النقاد لا يختلفون حول دقة أفكاره ووضوح أسلوبه. يـُذكر مكيافيلي بكل تأكيد لتأسيسه أفكار السياسة الحديثة في أوروربا، حاصداً لشهرة قد تحاكيها في آسيا تلك لأولئك القدماء سون وو وكونفوشيوس.
ظل كتاب الأمير دائماً ضمن قائمة الكتب المحرمة من قبل الكنيسة الكاثوليكية، يعود ذلك جزئياً لأنه فـَنـّد النظريات السياسية المسيحية كتلك للقديس أوغسطين وتوما الأكويني، ولكنه يرجع أساساً لإلغاء مكيافيلي لأي صلة بين الأخلاق والسياسة: فبالنسبة له يجب على الأمير أن يحاول الظهور بمظهر الحليم والمتدين والنزيه والأخلاقي. ولكن في الواقع، إن واجبات الأمير لا تسمح له بامتلاك أي من هذه الفضائل. تحدى كتاب الأمير الفلسفة المدرسية التابعة للكنيسة الكاثوليكية وأسهمت قراءته في تأسيس الفكر المتنور وبالتالي العالم الحديث، محتلاً بذلك مكانة فريدة بالثورة الفكرية في أوروبا. تـُذكر أشهر مقولاته على نطاق واسع حتى اليوم، وعادة في انتقاد الزعماء السياسيين:
- "أن تكون مخشي الجانب أكثر أمناً بكثير من تكون محبوباً، ولكن ليس من المستحسن أن تكون مكروهاً ولا أن تتجاهل الفضيلة والعدل ما لم يهددا مـُلكك.

كانت أفكار مكيافيلي حول فضائل الأمير المثالية مصدر إلهام للفلسفة السياسية الحديثة، ووجدت أكثر التطبيقات المتباينة والمنحازة لا سيما في القرن العشرين.
يعتبر أستاذ العلوم السياسية برنارد كريك «الحصافة» إحدى فضائل السياسة. وأثارت جين جاكوبس في تحليلها عن «المتلازمة الأخلاقية» أهمية الثروة في استعراض القوة. استخدم نيك همفري مصطلح «الذكاء المكيافيلي» لشرح وظيفة هذه الفضائل في المقامات الأقل أهمية ضمن السياسة اليومية كما في العمل والعائلة. ووصف رشوورث كيدر الأخلاق بالحاجة المطلوبة مثل السياسة تحكمها عدة قوانين لا يمكن الالتزام بها في نفس الوقت.

## مع تراث الشرق
يذكر جمال الدين فالح الكيلاني «أن ميكافللي اقتبس وتأثر بكتاب كليلة ودمنة لابن المقفع وكتاب مقدمة ابن خلدون، خلال تأليفه لكتاب الأمير وهذا واضح من خلال المقارنة العلمية التي أجريت وفق منهج البحث العلمي».

## المحتويات
- إهداء.
- الزعبي.
- أنواع الممالك والإمارات، وبأي الطرق يتم إنشائها واستحواذها.
- مايتعلق بالملكيات الوراثية.
- مايتعلق بالملكيات المُختلطة.
- لماذا لم تثور مملكة داريوس التي احتلها الإسكندر الأكبر على خلفائه بعد موته.
- مايتعلق بالممالك والإمارات والمدن التي كانت تعيش تحت قوانينها الخاصة قبل احتلالها.
- مايتعلق بالممالك والإمارات التي يتم امتلاكها بكفاءة وسلاح شخص بعينه.
- مايتعلق بالممالك والإمارات التي يتم امتلاكها بمساعدة الآخرين أو بالحظ.
- مايتعلق بالممالك والإمارات التي امتلاكها بالمكر والخديعة.
- مايتعلق بالممالك والإمارات المدنيّة.
- مايتعلق بالسُبل التي يمكن عن طريقها قياس قوة إمارة أو مملكة.
- مايتعلق بالإمارات والممالك الكَنَسيّة.
- كم نوعاً هناك للتجنيد، ومايتعلق بالمُرتزقة.
- القوات الإضافية، والمُختلطة، والأصلية.
- مايُهم الأمير فيما يتعلق بشؤون الحرب.
- مايتعلق بالأمور التي يستحق عليها الرجال، ولاسيما الأمراء، المدح أو الذم.
- مايتعلق بالسخاء والبُخل.
- مايتعلق بالرأفة والقسوة، وهل من الأفضل أن تكون مُهاباً أم محبوباً.
- مايتعلق بالسبل التي يستطيع بها الأمير من الحفاظ على الولاء.
- على الشخص أن لايضع نفسه بموضع الكراهية أو الاحتقار.
- هل القلاع وغيرها ممايبتكرها الأمير نافعة أم ضارة؟
- الواجب على الأمير لاكتساب الشهرة والمحبة.
- مايتعلق بوزراء الأمير.
- كيف يمكن تجنب التعرض للنفاق.
- كيف خسر أمراء إيطاليا إماراتهم.
- أثر القدر في الشؤون الإنسانية وطرق مقاومته.
- نصائح لتحرير إيطاليا من البرابرة.

## مقالات ذا صلة
- نيكولو مكيافيلي